# 白馬尊王

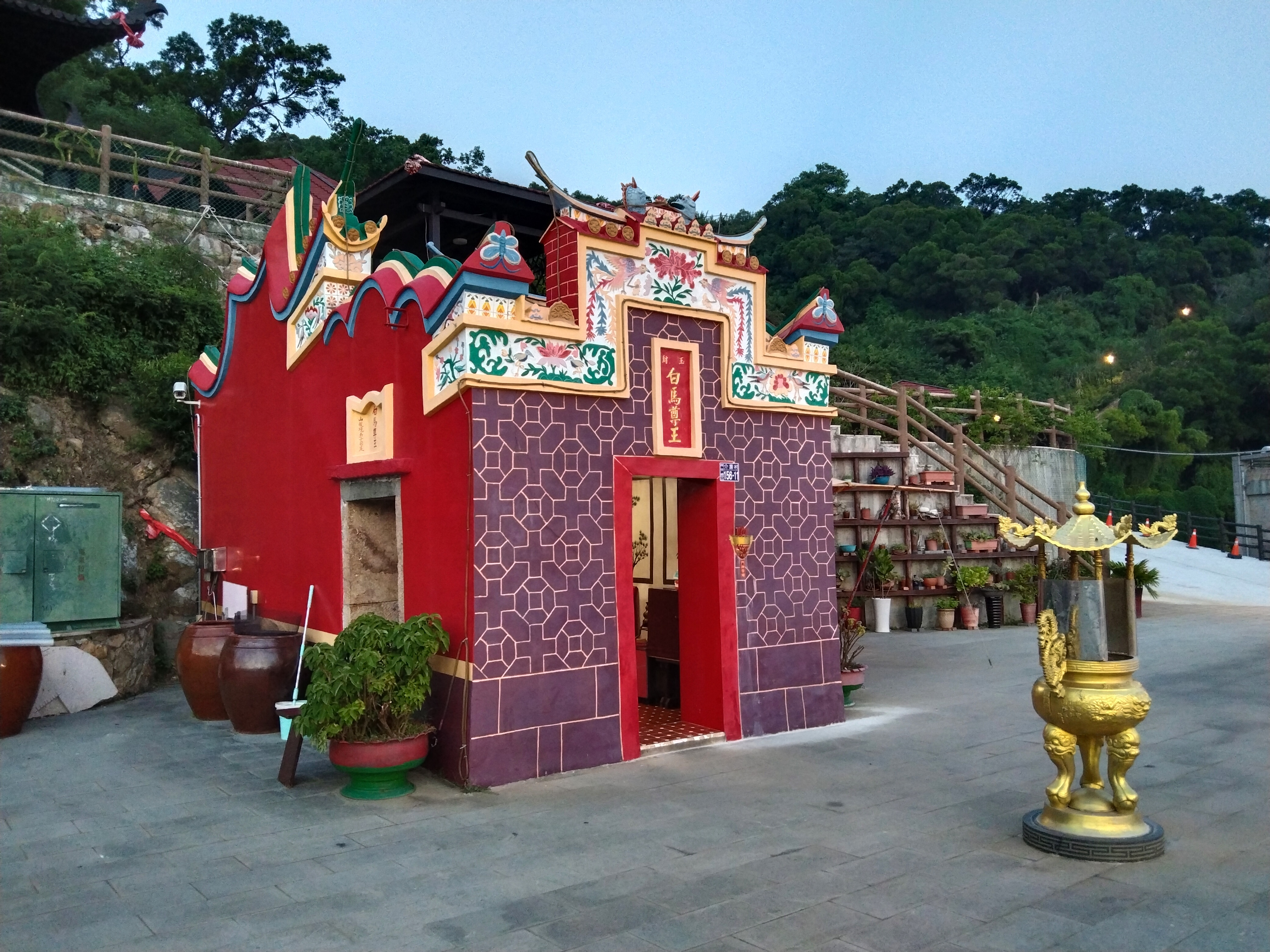
山隴境白馬尊王廟，位於馬祖南竿

白馬尊王，又稱白馬三郎，為中國福建的鄉土神祇，尤以福州人最為崇信。白馬尊王，為三位神祇之名，即「異神同名」，因名諱相同常易混淆，一為除鱔妖之「閩越白馬尊王」，另一為「開閩白馬尊王」，亦有附會「白馬尊王」名號的其他地頭神、境主神。